# Arantza
Arantza település Spanyolországban, Navarra autonóm közösségben. Arantza Goizueta, Lesaka, Igantzi, Sunbilla, Ituren és Zubieta községekkel határos. Lakosainak száma 619 fő (2024).

## Népesség
A település népessége az elmúlt években az alábbi módon változott:
| Lakosok száma | 645  | 584  | 648  | 641  | 645  | 629  | 623  | 597  | 591  | 619  |
|               | 2001 | 2004 | 2007 | 2009 | 2012 | 2014 | 2017 | 2019 | 2022 | 2024 |